# 2020年のアメリカンリーグチャンピオンシップシリーズ
2020年の野球において、メジャーリーグベースボール（MLB）のポストシーズンは9月29日に開幕した。アメリカンリーグの第51回リーグチャンピオンシップシリーズ（英語: 51st American League Championship Series、以下「リーグ優勝決定戦」と表記）は、10月11日から17日にかけて計7試合が開催された。その結果、タンパベイ・レイズ（東地区）がヒューストン・アストロズ（西地区）を4勝3敗で下し、12年ぶり2回目のリーグ優勝およびワールドシリーズ進出を果たした。
両球団がポストシーズンで対戦するのは、前年の地区シリーズに次いで2年連続2度目。今シリーズではレイズが初戦から3連勝でシリーズ制覇へ先に王手をかけたあと、アストロズが3連勝でタイに戻した。もし最終第7戦でアストロズが勝利すれば、
- ポストシーズンの7戦4勝制シリーズにおいて、3連敗から4連勝での逆転制覇は16年ぶり2例目[注 1][2]
- レギュラーシーズンの勝率が低いほうの球団が制したポストシーズンのシリーズで、勝率差184ポイントは史上最大[注 2][3]
- レギュラーシーズンで負け越した球団によるリーグ優勝は史上初[2]

となるところだったが、レイズはそれを阻んだ。シリーズMVPには、最終第7戦の初回裏に先制・決勝の2点本塁打を放つなど、7試合で打率.321・4本塁打・6打点・OPS 1.152を記録したレイズのランディ・アロサレーナが選出された。しかしレイズは、ワールドシリーズではナショナルリーグ王者ロサンゼルス・ドジャースに2勝4敗で敗れ、球団創設23年目で初の優勝を逃した。
今シリーズの冠スポンサーは、自動車保険会社のGEICOが務める。したがって大会名はアメリカンリーグチャンピオンシップシリーズ presented by GEICO（英語: American League Championship Series presented by GEICO）となる。

## COVID-19流行に伴う特別ルール

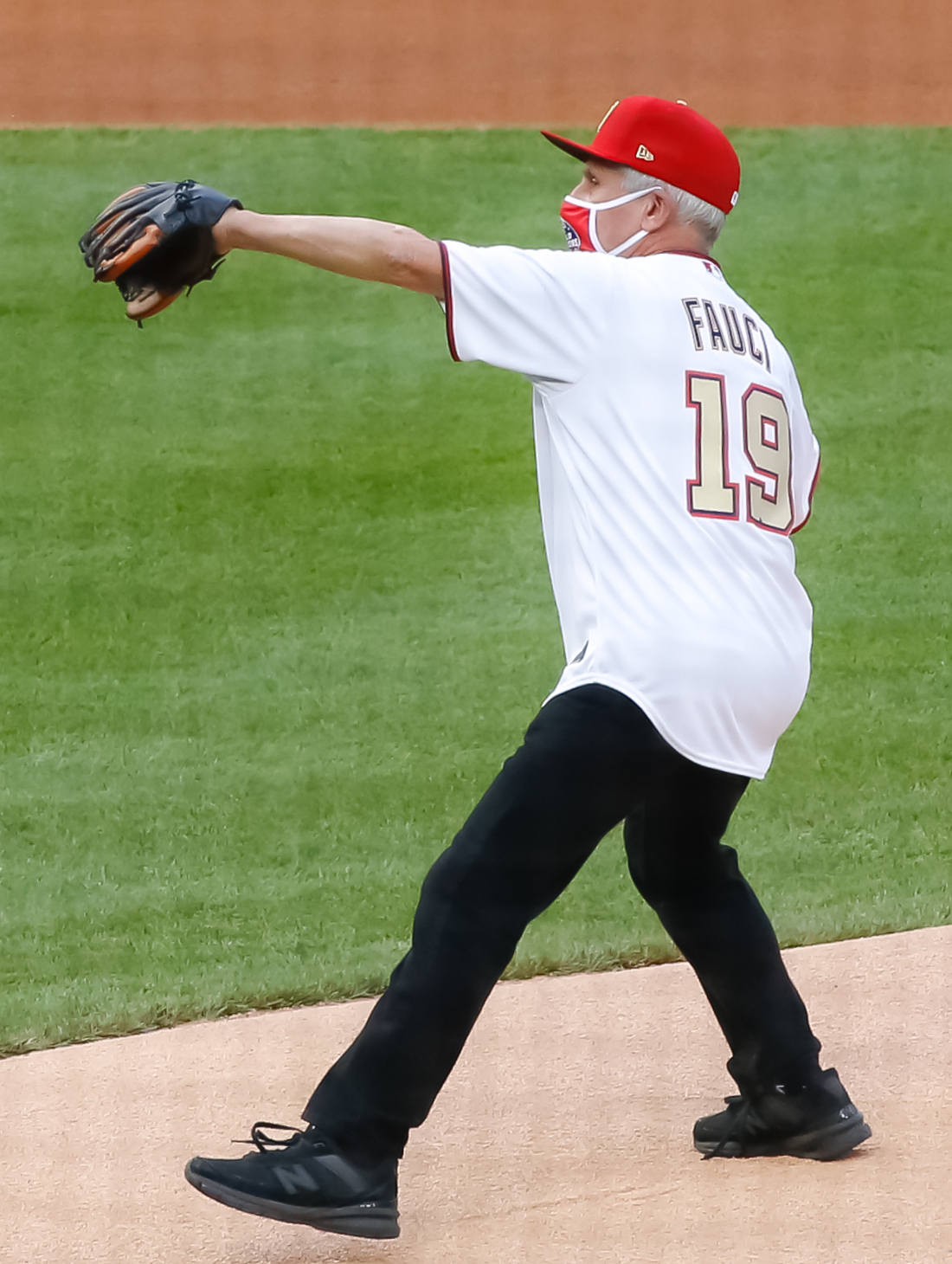
7月23日、当初の予定からおよそ4か月遅れでレギュラーシーズンが開幕し、首都ワシントンD.C.の試合ではアンソニー・ファウチが始球式を行った。ファウチは国立アレルギー・感染症研究所の所長として、新型コロナウイルス感染症（COVID-19）対策の陣頭指揮を執っていた人物である

2019年、中華人民共和国の湖北省武漢市で新型コロナウイルス "SARSコロナウイルス2" の発生が確認された。ウイルスは世界中へ拡散し、感染症（COVID-19）を罹患する人が増え続けていった。アメリカ合衆国では、2020年1月下旬にワシントン州スノホミッシュ郡で初の感染者が確認され、2か月後の3月下旬には感染者数が発生源の中国を抜いて世界最多となった。これを受けてMLBは、シーズン開幕を3月26日から延期し、挙行に際し様々な特別ルールを設けた。今シリーズに影響した主な競技ルールや運営要項は以下の通り。
- レギュラーシーズンでの対戦なし

シーズン開幕延期が決まったあと、機構と選手会は開催条件について6月下旬まで折衝を重ね、レギュラーシーズンを162試合から60試合に削減して7月下旬に開幕することを決めた。60試合の内訳は、同リーグ同地区の他4球団と10試合ずつで計40試合、他リーグ同地区の5球団と残り20試合である。同リーグでも、他地区の球団とは対戦しない。対戦相手を同地区に限定したのは、移動距離をなるべく短くすることで感染拡大のリスクを減らすためだった。
例年であれば、同リーグ他地区の球団とも必ずレギュラーシーズン中に対戦する。例えば西地区のアストロズと東地区のレイズの場合、2015年から2019年までの直近5年は毎年6〜7試合ずつ対戦していた。しかしこの年は、今シリーズが年内初対戦となる。
- ポストシーズン形式の変更

2012年から2019年までの8年間、ポストシーズン進出枠は東・中・西地区それぞれの優勝球団に加え、所属地区にかかわらず2位以下で勝率上位2球団の、計5球団に与えられていた。しかしこの年は、各地区の優勝3球団と2位3球団に加え、所属地区にかかわらず3位以下で勝率上位2球団の、計8球団に与えられることになった。これは、MLBとテレビ局が締結した放映契約が背景にある。契約には感染症流行によるシーズン短縮を想定した放映権料の払い戻し条項はないとされ、またテレビ局側もリーグ側との関係悪化による放映権の他局流出を恐れて払い戻しを要求しない意向とされている。これに対し、MLBは失われたレギュラーシーズン全米放送の埋め合わせとして、ポストシーズンを拡大してテレビ局に報いた。
もし前年までの形式を2020年のレギュラーシーズン順位に当てはめた場合、アメリカンリーグの各地区2位以下からポストシーズンに進出する2球団は、中地区2位のクリーブランド・インディアンスと同3位のシカゴ・ホワイトソックスとなる。したがってアストロズは、前年までであればポストシーズン進出が叶わない成績ながらリーグ優勝決定戦へ出場することとなった。
- ロースターの拡大

シリーズの出場選手登録（ロースター）人数は、前年までは25人だった。今シリーズでは、それが28人に拡大した。
ロースターは元々、COVID-19と関係なく拡大する予定だった。当初の予定では、25人・ポジション制限なしから26人・投手は上限13人になるはずだった。開幕延期後に機構と選手会とが協議した結果、レギュラーシーズン開幕時のロースターを30人とし、そこから2週間ごとに28人→26人と段階的に減らしていくこととなった。しかし開幕後、複数球団でCOVID-19のクラスターが発生したことから、感染者の隔離で選手が足りなくなって試合中止という事態を避けるため、ワールドシリーズ終了までロースターは28人のままで通すよう改められた。
- 中立地開催

今シリーズは前年までのように出場球団の本拠地を行き来するのではなく、関係者を隔離して中立地で開催する "バブル" 形式で実施することとなった。開催地には、カリフォルニア州サンディエゴにあるサンディエゴ・パドレスの本拠地球場ペトコ・パークが選ばれた。パドレスはナショナルリーグ在籍のため、その本拠地球場はアメリカンリーグ球団のうち特定のどこかだけに有利とはなりにくい、というのが開催地に選ばれた理由である。両チームの宿舎には同州カールスバッド近郊のリゾートホテルが用意された。
- 休養日なし

例年であれば、シリーズは両球団の本拠地球場を行き来して開催するため、試合を行わない移動日（休養日）を第2戦翌日と第5戦翌日に設けていた。今シリーズは中立地の一球場で開催するため、休養日を設けずに7日間連続で試合を行う。このような日程は、投手という一定の休養を要するポジションに通常より大きな負担をかけるため、特定の投手に登板機会を集中させにくくなり、投手陣の起用法や層の厚さが問われる。
- 観客の入場制限

MLBはこの年、レギュラーシーズン開幕から無観客試合を続けていた。今シリーズでもその措置が適用される。
今シリーズから1日遅れで始まるナショナルリーグ優勝決定戦は、テキサス州アーリントンのグローブライフ・フィールドを開催地とし、観客の入場を上限11,500人まで認めた。テキサス州はスポーツイベントへの限定的観客動員を6月から認めているのに対し、カリフォルニア州は無観客措置を3月から継続している。カリフォルニア州が限定的観客動員の許可条件を発表したのは、今シリーズ終了後の10月20日のことだった。ただ、ペトコ・パークはサンディエゴの中心部に位置し屋根を持たないため、中を覗き見できるホテルなどのビルが周辺に15棟以上あり、どうしてもこの目で試合を観たいというファンは、ホテルの部屋をとるなどしてそれを叶えることもできる。
これらの特別ルールが採用された一方で、レギュラーシーズンで導入されながらポストシーズンでの採用が見送られたものもある。そのひとつが、延長戦では無死二塁からイニングを始める "タイブレーク" である。これは、レギュラーシーズンが67日間で60試合を行う過密日程だったことから、延長戦を早く決着させて選手の負担を減らす目的で導入されたものであり、ポストシーズンでは延長戦は通常通り無死無走者から始まる。

## 両チームの2020年
10月8日にまずアストロズ（西地区2位）が、そして9日にはレイズ（東地区優勝）が、それぞれ地区シリーズ突破を決めてリーグ優勝決定戦へ駒を進めた。
アストロズは前年ワールドシリーズ敗退後、2017年・2018年に電子機器を用いた不正な方法でサイン盗みをしていたことが発覚し、GMのジェフ・ルーノウと監督のA.J.ヒンチが解雇された。また、2大エースの一角ゲリット・コールがFAで他球団へ移籍した。シーズンが始まると、残るエースのジャスティン・バーランダーや指名打者ヨルダン・アルバレス、抑え投手候補ロベルト・オスナらが故障によりほとんど出場できず、また打線はOPSを前年リーグ1位の.848からこの年は同9位の.720まで落とすなど苦しんだ。外野手カイル・タッカーや先発投手フランバー・バルデスら若手の成長もあったものの、9月上旬の6連敗以降は勝率.500前後にとどまる。9月25日に地区2位を確定させてポストシーズン進出を決めたが、最終的には29勝31敗の負け越しに終わった。平均得点4.65と防御率4.31のいずれもリーグ7位。新監督ダスティ・ベイカーは、チーム内外に対して醜聞の影響を和らげる点でも手腕を発揮した。ワイルドカードシリーズではミネソタ・ツインズを2勝0敗で、地区シリーズではオークランド・アスレチックスを3勝1敗で、それぞれ下した。
レイズはこの年、選手の年俸総額はMLB全30球団中3番目に低いながらも、レギュラーシーズンでは2番目に多く勝ち星を挙げた。もともと選手起用については伝統的な役割分担にとらわれず、プラトーン・システムやオープナーなどの戦術を駆使してきたチームであるため、起用の選択肢が増えるという点でロースター拡大が有利に働いた。選手たちも求められる役割が頻繁に変わる難しい状況ながら、チーム内の雰囲気を良好に保ち意思を統一していた。8月下旬以降は地区首位を守り、9月17日にはポストシーズン進出が確定、その後も勝利を積み重ね最終的にはリーグ最高勝率となった。平均得点4.82はリーグ6位、防御率3.56はリーグ2位。打線では2桁打点を記録した打者が16人で両リーグを通じてこの年最多、投手陣ではセーブを挙げた投手が12人でMLB史上最多タイとなった。柔軟な投手起用に加えて、野手陣の守備の良さも失点阻止に一役買っており、UZR/150をはじめ様々な指標でMLB上位に入った。ワイルドカードシリーズではトロント・ブルージェイズを2勝0敗で、地区シリーズではニューヨーク・ヤンキースを3勝2敗で、それぞれ下した。
リーグ優勝決定戦の第1・2・6・7戦を後攻で迎えられる "ホームフィールド・アドバンテージ" は、地区優勝球団の勝率順→地区2位球団の勝率順→ワイルドカード球団の勝率順にシード順位が割り当てられ、その順位が高い方に与えられる。したがって今シリーズでは、レイズがアドバンテージを得る。

## ロースター
両チームの出場選手登録（ロースター）は以下の通り。
- 名前の横の＃はレギュラーシーズン開幕後に入団した選手を示す。
- 年齢は今シリーズ開幕時点でのもの。

| ヒューストン・アストロズ | ヒューストン・アストロズ | ヒューストン・アストロズ | ヒューストン・アストロズ | ヒューストン・アストロズ | ヒューストン・アストロズ | ヒューストン・アストロズ | タンパベイ・レイズ | タンパベイ・レイズ | タンパベイ・レイズ | タンパベイ・レイズ     | タンパベイ・レイズ | タンパベイ・レイズ | タンパベイ・レイズ |
| 守備位置                 | 背番号                   | 出身                     | 選手                     | 投                       | 打                       | 年齢                     | 守備位置           | 背番号             | 出身               | 選手                   | 投                 | 打                 | 年齢               |
| ------------------------ | ------------------------ | ------------------------ | ------------------------ | ------------------------ | ------------------------ | ------------------------ | ------------------ | ------------------ | ------------------ | ---------------------- | ------------------ | ------------------ | ------------------ |
| 投手                     | 69                       | アメリカ合衆国の旗       | チェイス・デヨング＃     | 右                       | 左                       | 26                       | 投手               | 46                 | ベネズエラの旗     | ホセ・アルバラード     | 左                 | 左                 | 25                 |
| 投手                     | 77                       | ベネズエラの旗           | ルイス・ガルシア         | 右                       | 右                       | 23                       | 投手               | 70                 | アメリカ合衆国の旗 | ニック・アンダーソン   | 右                 | 右                 | 30                 |
| 投手                     | 21                       | アメリカ合衆国の旗       | ザック・グレインキー     | 右                       | 右                       | 36                       | 投手               | 63                 | ドミニカ共和国の旗 | ディエゴ・カスティーヨ | 右                 | 右                 | 26                 |
| 投手                     | 39                       | アメリカ合衆国の旗       | ジョシュ・ジェームズ     | 右                       | 右                       | 27                       | 投手               | 84                 | アメリカ合衆国の旗 | ジョン・カーティス     | 右                 | 右                 | 27                 |
| 投手                     | 53                       | ドミニカ共和国の旗       | クリスチャン・ハビエル   | 右                       | 右                       | 23                       | 投手               | 29                 | アメリカ合衆国の旗 | ピート・フェアバンクス | 右                 | 右                 | 26                 |
| 投手                     | 43                       | アメリカ合衆国の旗       | ランス・マッカラーズJr.  | 右                       | 左                       | 27                       | 投手               | 61                 | アメリカ合衆国の旗 | ジョシュ・フレミング   | 左                 | 左                 | 24                 |
| 投手                     | 60                       | ドミニカ共和国の旗       | エノリ・パレデス         | 右                       | 右                       | 25                       | 投手               | 20                 | アメリカ合衆国の旗 | タイラー・グラスノー   | 右                 | 左                 | 27                 |
| 投手                     | 55                       | アメリカ合衆国の旗       | ライアン・プレスリー     | 右                       | 右                       | 31                       | 投手               | 15                 | アメリカ合衆国の旗 | アーロン・ループ       | 左                 | 左                 | 32                 |
| 投手                     | 58                       | アメリカ合衆国の旗       | ブルックス・ラリー＃     | 左                       | 左                       | 32                       | 投手               | 62                 | アメリカ合衆国の旗 | シェーン・マクラナハン | 左                 | 左                 | 23                 |
| 投手                     | 70                       | アメリカ合衆国の旗       | アンドレ・スクラブ       | 右                       | 右                       | 25                       | 投手               | 50                 | アメリカ合衆国の旗 | チャーリー・モートン   | 右                 | 右                 | 36                 |
| 投手                     | 67                       | アメリカ合衆国の旗       | サイ・スニード           | 右                       | 右                       | 28                       | 投手               | 57                 | アメリカ合衆国の旗 | アーロン・スレガーズ   | 右                 | 右                 | 28                 |
| 投手                     | 62                       | アメリカ合衆国の旗       | ブレイク・テイラー       | 左                       | 左                       | 25                       | 投手               | 4                  | アメリカ合衆国の旗 | ブレイク・スネル       | 左                 | 左                 | 27                 |
| 投手                     | 65                       | メキシコの旗             | ホセ・ウルキディ         | 右                       | 右                       | 25                       | 投手               | 81                 | アメリカ合衆国の旗 | ライアン・トンプソン   | 右                 | 右                 | 28                 |
| 投手                     | 59                       | ドミニカ共和国の旗       | フランバー・バルデス     | 左                       | 右                       | 26                       | 投手               | 48                 | アメリカ合衆国の旗 | ライアン・ヤーブロー   | 左                 | 右                 | 28                 |
| 捕手                     | 15                       | プエルトリコの旗         | マーティン・マルドナード | 右                       | 右                       | 34                       | 捕手               | 10                 | アメリカ合衆国の旗 | マイク・ズニーノ       | 右                 | 右                 | 29                 |
| 捕手                     | 13                       | アメリカ合衆国の旗       | ダスティン・ガーノウ     | 右                       | 右                       | 33                       | 捕手               | 7                  | プエルトリコの旗   | マイケル・ペレス       | 右                 | 左                 | 28                 |
| 捕手                     | 11                       | アメリカ合衆国の旗       | ギャレット・スタッブス   | 右                       | 左                       | 27                       | 内野手             | 1                  | ドミニカ共和国の旗 | ウィリー・アダメス     | 右                 | 右                 | 25                 |
| 内野手                   | 27                       | ベネズエラの旗           | ホセ・アルトゥーベ       | 右                       | 右                       | 30                       | 内野手             | 43                 | アメリカ合衆国の旗 | マイク・ブロッソー     | 右                 | 右                 | 26                 |
| 内野手                   | 2                        | アメリカ合衆国の旗       | アレックス・ブレグマン   | 右                       | 右                       | 26                       | 内野手             | 26                 | 大韓民国の旗       | 崔志萬                 | 右                 | 左                 | 29                 |
| 内野手                   | 1                        | プエルトリコの旗         | カルロス・コレア         | 右                       | 右                       | 26                       | 内野手             | 2                  | キューバの旗       | ヤンディ・ディアス     | 右                 | 右                 | 29                 |
| 内野手                   | 16                       | キューバの旗             | アレドミス・ディアス     | 右                       | 右                       | 30                       | 内野手             | 8                  | アメリカ合衆国の旗 | ブランドン・ロウ       | 右                 | 左                 | 26                 |
| 内野手                   | 10                       | キューバの旗             | ユリ・グリエル           | 右                       | 右                       | 36                       | 内野手             | 18                 | アメリカ合衆国の旗 | ジョーイ・ウェンドル   | 右                 | 左                 | 30                 |
| 内野手                   | 31                       | カナダの旗               | エイブラハム・トロ       | 右                       | 両                       | 23                       | 外野手             | 56                 | キューバの旗       | ランディ・アロサレーナ | 右                 | 右                 | 25                 |
| 外野手                   | 23                       | アメリカ合衆国の旗       | マイケル・ブラントリー   | 左                       | 左                       | 33                       | 外野手             | 39                 | アメリカ合衆国の旗 | ケビン・キアマイアー   | 右                 | 左                 | 30                 |
| 外野手                   | 22                       | アメリカ合衆国の旗       | ジョシュ・レディック     | 右                       | 左                       | 33                       | 外野手             | 13                 | ドミニカ共和国の旗 | マニュエル・マーゴット | 右                 | 右                 | 26                 |
| 外野手                   | 4                        | アメリカ合衆国の旗       | ジョージ・スプリンガー   | 右                       | 右                       | 31                       | 外野手             | 17                 | アメリカ合衆国の旗 | オースティン・メドウズ | 左                 | 左                 | 25                 |
| 外野手                   | 3                        | アメリカ合衆国の旗       | マイルズ・ストロー       | 右                       | 右                       | 25                       | 外野手             | 11                 | アメリカ合衆国の旗 | ハンター・レンフロー   | 右                 | 右                 | 28                 |
| 外野手                   | 30                       | アメリカ合衆国の旗       | カイル・タッカー         | 右                       | 左                       | 23                       | 外野手             | 25                 | 日本の旗           | 筒香嘉智               | 右                 | 左                 | 28                 |

アストロズは地区シリーズのロースターから、外野手のチャズ・マコーミックに代えて投手のチェイス・デヨングを加えた。マコーミックはメジャー出場経験がないままワイルドカードシリーズからロースター入りしていたものの、ポストシーズンでも出場機会を得られなかった。リーグ優勝決定戦は最長で7連戦と、3連戦のワイルドカードシリーズや5連戦の地区シリーズよりも長くなるため、アストロズは投手を増やすことにした。追加投手候補には右のデヨングと左のシオネル・ペレスが挙がっていたが、デヨングはイニングをまたげることとストライクを投げる能力、右投手ながら左打者相手にも有効なスライダーを持っていることが評価された。
レイズは地区シリーズのロースターから、投手をひとり増やすかたちで2選手を入れ替えた。外れたのは投手のトレバー・リチャーズと外野手のブレット・フィリップスであり、加わったのはともに投手のジョシュ・フレミングとホセ・アルバラードである。地区シリーズでは、リチャーズは負傷者の代役で途中からロースター入りしたが登板機会はなく、フィリップスは守備固め・代走として3試合に出場し2打数無安打だった。レイズもアストロズと同様、シリーズの日程を考慮して投手を増やした。相手打線の打率/出塁率/長打率は、対右投手の.244/.318/.410に対して対左投手は.232/.299/.403とわずかに低いことから、左投手ふたりが選ばれた。

## 開幕前の予想
CBSスポーツが自社の記者6人にどちらがシリーズを制するか予想させたところ、そのうち4人はレイズの勝利、残るふたりはアストロズの勝利と答えた。また『スポーツ・イラストレイテッド』も同様の企画を記者5人で行い、こちらもレイズ支持3人に対しアストロズ支持がふたりと予想が割れた。『ダラス・モーニングニュース』の企画では、記者・コラムニスト4人のうちアストロズ支持がひとりいたものの、残りの3人はレイズ勝利と予想した。

## 試合結果
2020年のアメリカンリーグ優勝決定戦は10月11日に開幕し、7日間で7試合が行われた。日程・結果は以下の通り。
| 日付                                               | 試合  | 先攻球団                 | スコア | 後攻球団                 | 開催球場       | 開催球場                                                                                                   |
| -------------------------------------------------- | ----- | ------------------------ | ------ | ------------------------ | -------------- | --- |
| 10月11日（日）                                     | 第1戦 | ヒューストン・アストロズ | 1－2   | タンパベイ・レイズ       | ペトコ・パーク | 開催地ペトコ・パークアストロズ本拠地 · ミニッツメイド・ · パークレイズ本拠地 · トロピカーナ・ · フィールド |
| 10月12日（月）                                     | 第2戦 | ヒューストン・アストロズ | 2－4   | タンパベイ・レイズ       | ペトコ・パーク | 開催地ペトコ・パークアストロズ本拠地 · ミニッツメイド・ · パークレイズ本拠地 · トロピカーナ・ · フィールド |
| 10月13日（火）                                     | 第3戦 | タンパベイ・レイズ       | 5－2   | ヒューストン・アストロズ | ペトコ・パーク | 開催地ペトコ・パークアストロズ本拠地 · ミニッツメイド・ · パークレイズ本拠地 · トロピカーナ・ · フィールド |
| 10月14日（水）                                     | 第4戦 | タンパベイ・レイズ       | 3－4   | ヒューストン・アストロズ | ペトコ・パーク | 開催地ペトコ・パークアストロズ本拠地 · ミニッツメイド・ · パークレイズ本拠地 · トロピカーナ・ · フィールド |
| 10月15日（木）                                     | 第5戦 | タンパベイ・レイズ       | 3－4x  | ヒューストン・アストロズ | ペトコ・パーク | 開催地ペトコ・パークアストロズ本拠地 · ミニッツメイド・ · パークレイズ本拠地 · トロピカーナ・ · フィールド |
| 10月16日（金）                                     | 第6戦 | ヒューストン・アストロズ | 7－4   | タンパベイ・レイズ       | ペトコ・パーク | 開催地ペトコ・パークアストロズ本拠地 · ミニッツメイド・ · パークレイズ本拠地 · トロピカーナ・ · フィールド |
| 10月17日（土）                                     | 第7戦 | ヒューストン・アストロズ | 2－4   | タンパベイ・レイズ       | ペトコ・パーク | 開催地ペトコ・パークアストロズ本拠地 · ミニッツメイド・ · パークレイズ本拠地 · トロピカーナ・ · フィールド |
| 優勝：タンパベイ・レイズ（4勝3敗 / 12年ぶり2度目） |       |                          |        |                          |                | 開催地ペトコ・パークアストロズ本拠地 · ミニッツメイド・ · パークレイズ本拠地 · トロピカーナ・ · フィールド |

### 第1戦 10月11日
- ペトコ・パーク（カリフォルニア州サンディエゴ）

|                          | 1 | 2 | 3 | 4 | 5 | 6 | 7 | 8 | 9 | R | H | E |
| ------------------------ | - | - | - | - | - | - | - | - | - | - | - | - |
| ヒューストン・アストロズ | 1 | 0 | 0 | 0 | 0 | 0 | 0 | 0 | 0 | 1 | 9 | 1 |
| タンパベイ・レイズ       | 0 | 0 | 0 | 1 | 1 | 0 | 0 | 0 | X | 2 | 6 | 0 |

1. 勝利：ブレイク・スネル（1勝）
2. セーブ：ディエゴ・カスティーヨ（1S）
3. 敗戦：フランバー・バルデス（1敗）
4. 本塁打
HOU：ホセ・アルトゥーベ1号ソロ
TB：ランディ・アロサレーナ1号ソロ
5. 審判
［球審］マニー・ゴンザレス
［塁審］一塁: ジェフ・ネルソン、二塁: クリス・コンロイ、三塁: テッド・バレット
［外審］左翼: ティム・ティモンズ、右翼: ランス・バークスデイル
6. 試合開始時刻: 太平洋夏時間（UTC-7）午後4時37分  試合時間: 3時間50分  観客: 0人  気温: 75°F（23.9°C）
詳細: MLB.com Gameday / ESPN.com / Baseball-Reference.com / Fangraphs

| ヒューストン・アストロズ | ヒューストン・アストロズ | ヒューストン・アストロズ | ヒューストン・アストロズ | ヒューストン・アストロズ | タンパベイ・レイズ | タンパベイ・レイズ | タンパベイ・レイズ | タンパベイ・レイズ | タンパベイ・レイズ |
| ------------------------ | ------------------------ | ------------------------ | ------------------------ | --- | ------------------ | ------------------ | ------------------ | ------------------ | --- |
| 打順                     | 守備                     | 選手                     | 打席                     | F・バルデスM・マルドナードY・グリエルJ・アルトゥーベA・ブレグマンC・コレアM・ブラントリーG・スプリンガーK・タッカーA・ディアス | 打順               | 守備               | 選手               | 打席               | B・スネルM・ズニーノY・ディアスB・ロウM・ブロッソーW・アダメスM・マーゴットK・キアマイアーH・レンフローR・アロサレーナ |
| 1                        | 中                       | G・スプリンガー          | 右                       | F・バルデスM・マルドナードY・グリエルJ・アルトゥーベA・ブレグマンC・コレアM・ブラントリーG・スプリンガーK・タッカーA・ディアス | 1                  | 三                 | M・ブロッソー      | 右                 | B・スネルM・ズニーノY・ディアスB・ロウM・ブロッソーW・アダメスM・マーゴットK・キアマイアーH・レンフローR・アロサレーナ |
| 2                        | 二                       | J・アルトゥーベ          | 右                       | F・バルデスM・マルドナードY・グリエルJ・アルトゥーベA・ブレグマンC・コレアM・ブラントリーG・スプリンガーK・タッカーA・ディアス | 2                  | DH                 | R・アロサレーナ    | 右                 | B・スネルM・ズニーノY・ディアスB・ロウM・ブロッソーW・アダメスM・マーゴットK・キアマイアーH・レンフローR・アロサレーナ |
| 3                        | 左                       | M・ブラントリー          | 左                       | F・バルデスM・マルドナードY・グリエルJ・アルトゥーベA・ブレグマンC・コレアM・ブラントリーG・スプリンガーK・タッカーA・ディアス | 3                  | 二                 | B・ロウ            | 左                 | B・スネルM・ズニーノY・ディアスB・ロウM・ブロッソーW・アダメスM・マーゴットK・キアマイアーH・レンフローR・アロサレーナ |
| 4                        | 三                       | A・ブレグマン            | 右                       | F・バルデスM・マルドナードY・グリエルJ・アルトゥーベA・ブレグマンC・コレアM・ブラントリーG・スプリンガーK・タッカーA・ディアス | 4                  | 一                 | Y・ディアス        | 右                 | B・スネルM・ズニーノY・ディアスB・ロウM・ブロッソーW・アダメスM・マーゴットK・キアマイアーH・レンフローR・アロサレーナ |
| 5                        | 遊                       | C・コレア                | 右                       | F・バルデスM・マルドナードY・グリエルJ・アルトゥーベA・ブレグマンC・コレアM・ブラントリーG・スプリンガーK・タッカーA・ディアス | 5                  | 右                 | H・レンフロー      | 右                 | B・スネルM・ズニーノY・ディアスB・ロウM・ブロッソーW・アダメスM・マーゴットK・キアマイアーH・レンフローR・アロサレーナ |
| 6                        | 右                       | K・タッカー              | 左                       | F・バルデスM・マルドナードY・グリエルJ・アルトゥーベA・ブレグマンC・コレアM・ブラントリーG・スプリンガーK・タッカーA・ディアス | 6                  | 遊                 | W・アダメス        | 右                 | B・スネルM・ズニーノY・ディアスB・ロウM・ブロッソーW・アダメスM・マーゴットK・キアマイアーH・レンフローR・アロサレーナ |
| 7                        | 一                       | Y・グリエル              | 右                       | F・バルデスM・マルドナードY・グリエルJ・アルトゥーベA・ブレグマンC・コレアM・ブラントリーG・スプリンガーK・タッカーA・ディアス | 7                  | 左                 | M・マーゴット      | 右                 | B・スネルM・ズニーノY・ディアスB・ロウM・ブロッソーW・アダメスM・マーゴットK・キアマイアーH・レンフローR・アロサレーナ |
| 8                        | DH                       | A・ディアス              | 右                       | F・バルデスM・マルドナードY・グリエルJ・アルトゥーベA・ブレグマンC・コレアM・ブラントリーG・スプリンガーK・タッカーA・ディアス | 8                  | 中                 | K・キアマイアー    | 左                 | B・スネルM・ズニーノY・ディアスB・ロウM・ブロッソーW・アダメスM・マーゴットK・キアマイアーH・レンフローR・アロサレーナ |
| 9                        | 捕                       | M・マルドナード          | 右                       | F・バルデスM・マルドナードY・グリエルJ・アルトゥーベA・ブレグマンC・コレアM・ブラントリーG・スプリンガーK・タッカーA・ディアス | 9                  | 捕                 | M・ズニーノ        | 右                 | B・スネルM・ズニーノY・ディアスB・ロウM・ブロッソーW・アダメスM・マーゴットK・キアマイアーH・レンフローR・アロサレーナ |
| 先発投手                 | 先発投手                 | 先発投手                 | 投球                     | F・バルデスM・マルドナードY・グリエルJ・アルトゥーベA・ブレグマンC・コレアM・ブラントリーG・スプリンガーK・タッカーA・ディアス | 先発投手           | 先発投手           | 先発投手           | 投球               | B・スネルM・ズニーノY・ディアスB・ロウM・ブロッソーW・アダメスM・マーゴットK・キアマイアーH・レンフローR・アロサレーナ |
| F・バルデス              | F・バルデス              | F・バルデス              | 左                       | F・バルデスM・マルドナードY・グリエルJ・アルトゥーベA・ブレグマンC・コレアM・ブラントリーG・スプリンガーK・タッカーA・ディアス | B・スネル          | B・スネル          | B・スネル          | 左                 | B・スネルM・ズニーノY・ディアスB・ロウM・ブロッソーW・アダメスM・マーゴットK・キアマイアーH・レンフローR・アロサレーナ |

### 第2戦 10月12日
- ペトコ・パーク（カリフォルニア州サンディエゴ）

|                          | 1 | 2 | 3 | 4 | 5 | 6 | 7 | 8 | 9 | R | H  | E |
| ------------------------ | - | - | - | - | - | - | - | - | - | - | -- | - |
| ヒューストン・アストロズ | 0 | 0 | 0 | 0 | 0 | 1 | 0 | 0 | 1 | 2 | 10 | 2 |
| タンパベイ・レイズ       | 3 | 0 | 0 | 0 | 0 | 0 | 1 | 0 | X | 4 | 4  | 0 |

1. 勝利：チャーリー・モートン（1勝）
2. セーブ：ニック・アンダーソン（1S）
3. 敗戦：ランス・マッカラーズ・ジュニア（1敗）
4. 本塁打
HOU：カルロス・コレア1号ソロ
TB：マニュエル・マーゴット1号3ラン、マイク・ズニーノ1号ソロ
5. 審判
［球審］ジョン・タンペーン
［塁審］一塁: クリス・コンロイ、二塁: テッド・バレット、三塁: ティム・ティモンズ
［外審］左翼: ランス・バークスデイル、右翼: マニー・ゴンザレス
6. 試合開始時刻: 太平洋夏時間（UTC-7）午後1時7分  試合時間: 3時間1分  観客: 0人  気温: 87°F（30.6°C）
詳細: MLB.com Gameday / ESPN.com / Baseball-Reference.com / Fangraphs

| ヒューストン・アストロズ | ヒューストン・アストロズ | ヒューストン・アストロズ | ヒューストン・アストロズ | ヒューストン・アストロズ | タンパベイ・レイズ | タンパベイ・レイズ | タンパベイ・レイズ | タンパベイ・レイズ | タンパベイ・レイズ                                                                                                |
| ------------------------ | ------------------------ | ------------------------ | ------------------------ | --- | ------------------ | ------------------ | ------------------ | ------------------ | --- |
| 打順                     | 守備                     | 選手                     | 打席                     | L・マッカラーズJr.M・マルドナードY・グリエルJ・アルトゥーベA・ブレグマンC・コレアK・タッカーG・スプリンガーJ・レディックM・ブラントリー | 打順               | 守備               | 選手               | 打席               | C・モートンM・ズニーノ崔志萬B・ロウJ・ウェンドルW・アダメスR・アロサレーナK・キアマイアーM・マーゴットA・メドウズ |
| 1                        | 中                       | G・スプリンガー          | 右                       | L・マッカラーズJr.M・マルドナードY・グリエルJ・アルトゥーベA・ブレグマンC・コレアK・タッカーG・スプリンガーJ・レディックM・ブラントリー | 1                  | DH                 | A・メドウズ        | 左                 | C・モートンM・ズニーノ崔志萬B・ロウJ・ウェンドルW・アダメスR・アロサレーナK・キアマイアーM・マーゴットA・メドウズ |
| 2                        | 二                       | J・アルトゥーベ          | 右                       | L・マッカラーズJr.M・マルドナードY・グリエルJ・アルトゥーベA・ブレグマンC・コレアK・タッカーG・スプリンガーJ・レディックM・ブラントリー | 2                  | 二                 | B・ロウ            | 左                 | C・モートンM・ズニーノ崔志萬B・ロウJ・ウェンドルW・アダメスR・アロサレーナK・キアマイアーM・マーゴットA・メドウズ |
| 3                        | DH                       | M・ブラントリー          | 左                       | L・マッカラーズJr.M・マルドナードY・グリエルJ・アルトゥーベA・ブレグマンC・コレアK・タッカーG・スプリンガーJ・レディックM・ブラントリー | 3                  | 左                 | R・アロサレーナ    | 右                 | C・モートンM・ズニーノ崔志萬B・ロウJ・ウェンドルW・アダメスR・アロサレーナK・キアマイアーM・マーゴットA・メドウズ |
| 4                        | 三                       | A・ブレグマン            | 右                       | L・マッカラーズJr.M・マルドナードY・グリエルJ・アルトゥーベA・ブレグマンC・コレアK・タッカーG・スプリンガーJ・レディックM・ブラントリー | 4                  | 一                 | 崔志萬             | 左                 | C・モートンM・ズニーノ崔志萬B・ロウJ・ウェンドルW・アダメスR・アロサレーナK・キアマイアーM・マーゴットA・メドウズ |
| 5                        | 左                       | K・タッカー              | 左                       | L・マッカラーズJr.M・マルドナードY・グリエルJ・アルトゥーベA・ブレグマンC・コレアK・タッカーG・スプリンガーJ・レディックM・ブラントリー | 5                  | 右                 | M・マーゴット      | 右                 | C・モートンM・ズニーノ崔志萬B・ロウJ・ウェンドルW・アダメスR・アロサレーナK・キアマイアーM・マーゴットA・メドウズ |
| 6                        | 遊                       | C・コレア                | 右                       | L・マッカラーズJr.M・マルドナードY・グリエルJ・アルトゥーベA・ブレグマンC・コレアK・タッカーG・スプリンガーJ・レディックM・ブラントリー | 6                  | 三                 | J・ウェンドル      | 左                 | C・モートンM・ズニーノ崔志萬B・ロウJ・ウェンドルW・アダメスR・アロサレーナK・キアマイアーM・マーゴットA・メドウズ |
| 7                        | 一                       | Y・グリエル              | 右                       | L・マッカラーズJr.M・マルドナードY・グリエルJ・アルトゥーベA・ブレグマンC・コレアK・タッカーG・スプリンガーJ・レディックM・ブラントリー | 7                  | 遊                 | W・アダメス        | 右                 | C・モートンM・ズニーノ崔志萬B・ロウJ・ウェンドルW・アダメスR・アロサレーナK・キアマイアーM・マーゴットA・メドウズ |
| 8                        | 右                       | J・レディック            | 左                       | L・マッカラーズJr.M・マルドナードY・グリエルJ・アルトゥーベA・ブレグマンC・コレアK・タッカーG・スプリンガーJ・レディックM・ブラントリー | 8                  | 中                 | K・キアマイアー    | 左                 | C・モートンM・ズニーノ崔志萬B・ロウJ・ウェンドルW・アダメスR・アロサレーナK・キアマイアーM・マーゴットA・メドウズ |
| 9                        | 捕                       | M・マルドナード          | 右                       | L・マッカラーズJr.M・マルドナードY・グリエルJ・アルトゥーベA・ブレグマンC・コレアK・タッカーG・スプリンガーJ・レディックM・ブラントリー | 9                  | 捕                 | M・ズニーノ        | 右                 | C・モートンM・ズニーノ崔志萬B・ロウJ・ウェンドルW・アダメスR・アロサレーナK・キアマイアーM・マーゴットA・メドウズ |
| 先発投手                 | 先発投手                 | 先発投手                 | 投球                     | L・マッカラーズJr.M・マルドナードY・グリエルJ・アルトゥーベA・ブレグマンC・コレアK・タッカーG・スプリンガーJ・レディックM・ブラントリー | 先発投手           | 先発投手           | 先発投手           | 投球               | C・モートンM・ズニーノ崔志萬B・ロウJ・ウェンドルW・アダメスR・アロサレーナK・キアマイアーM・マーゴットA・メドウズ |
| L・マッカラーズJr.       | L・マッカラーズJr.       | L・マッカラーズJr.       | 右                       | L・マッカラーズJr.M・マルドナードY・グリエルJ・アルトゥーベA・ブレグマンC・コレアK・タッカーG・スプリンガーJ・レディックM・ブラントリー | C・モートン        | C・モートン        | C・モートン        | 右                 | C・モートンM・ズニーノ崔志萬B・ロウJ・ウェンドルW・アダメスR・アロサレーナK・キアマイアーM・マーゴットA・メドウズ |

### 第3戦 10月13日
- ペトコ・パーク（カリフォルニア州サンディエゴ）

|                          | 1 | 2 | 3 | 4 | 5 | 6 | 7 | 8 | 9 | R | H | E |
| ------------------------ | - | - | - | - | - | - | - | - | - | - | - | - |
| タンパベイ・レイズ       | 0 | 0 | 0 | 0 | 0 | 5 | 0 | 0 | 0 | 5 | 8 | 0 |
| ヒューストン・アストロズ | 1 | 0 | 0 | 0 | 0 | 1 | 0 | 0 | 0 | 2 | 7 | 1 |

1. 勝利：ライアン・ヤーブロー（1勝）
2. セーブ：ディエゴ・カスティーヨ（2S）
3. 敗戦：ホセ・ウルキディ（1敗）
4. 本塁打
HOU：ホセ・アルトゥーベ2号ソロ、マイケル・ブラントリー1号ソロ
5. 審判
［球審］ジェフ・ネルソン
［塁審］一塁: テッド・バレット、二塁: ティム・ティモンズ、三塁: ランス・バークスデイル
［外審］左翼: マニー・ゴンザレス、右翼: ジョン・タンペーン
6. 試合開始時刻: 太平洋夏時間（UTC-7）午後5時40分  試合時間: 3時間59分  観客: 0人  気温: 90°F（30.2°C）
詳細: MLB.com Gameday / ESPN.com / Baseball-Reference.com / Fangraphs

| タンパベイ・レイズ | タンパベイ・レイズ | タンパベイ・レイズ | タンパベイ・レイズ | タンパベイ・レイズ | ヒューストン・アストロズ | ヒューストン・アストロズ | ヒューストン・アストロズ | ヒューストン・アストロズ | ヒューストン・アストロズ |
| ------------------ | ------------------ | ------------------ | ------------------ | --- | ------------------------ | ------------------------ | ------------------------ | ------------------------ | --- |
| 打順               | 守備               | 選手               | 打席               | R・ヤーブローM・ペレスY・ディアスB・ロウJ・ウェンドルW・アダメスR・アロサレーナK・キアマイアーM・マーゴットA・メドウズ | 打順                     | 守備                     | 選手                     | 打席                     | J・ウルキディD・ガーノウY・グリエルJ・アルトゥーベA・ブレグマンC・コレアM・ブラントリーG・スプリンガーK・タッカーA・ディアス |
| 1                  | DH                 | A・メドウズ        | 左                 | R・ヤーブローM・ペレスY・ディアスB・ロウJ・ウェンドルW・アダメスR・アロサレーナK・キアマイアーM・マーゴットA・メドウズ | 1                        | 中                       | G・スプリンガー          | 右                       | J・ウルキディD・ガーノウY・グリエルJ・アルトゥーベA・ブレグマンC・コレアM・ブラントリーG・スプリンガーK・タッカーA・ディアス |
| 2                  | 左                 | R・アロサレーナ    | 右                 | R・ヤーブローM・ペレスY・ディアスB・ロウJ・ウェンドルW・アダメスR・アロサレーナK・キアマイアーM・マーゴットA・メドウズ | 2                        | 二                       | J・アルトゥーベ          | 右                       | J・ウルキディD・ガーノウY・グリエルJ・アルトゥーベA・ブレグマンC・コレアM・ブラントリーG・スプリンガーK・タッカーA・ディアス |
| 3                  | 二                 | B・ロウ            | 左                 | R・ヤーブローM・ペレスY・ディアスB・ロウJ・ウェンドルW・アダメスR・アロサレーナK・キアマイアーM・マーゴットA・メドウズ | 3                        | 左                       | M・ブラントリー          | 左                       | J・ウルキディD・ガーノウY・グリエルJ・アルトゥーベA・ブレグマンC・コレアM・ブラントリーG・スプリンガーK・タッカーA・ディアス |
| 4                  | 一                 | Y・ディアス        | 右                 | R・ヤーブローM・ペレスY・ディアスB・ロウJ・ウェンドルW・アダメスR・アロサレーナK・キアマイアーM・マーゴットA・メドウズ | 4                        | 三                       | A・ブレグマン            | 右                       | J・ウルキディD・ガーノウY・グリエルJ・アルトゥーベA・ブレグマンC・コレアM・ブラントリーG・スプリンガーK・タッカーA・ディアス |
| 5                  | 三                 | J・ウェンドル      | 左                 | R・ヤーブローM・ペレスY・ディアスB・ロウJ・ウェンドルW・アダメスR・アロサレーナK・キアマイアーM・マーゴットA・メドウズ | 5                        | 遊                       | C・コレア                | 右                       | J・ウルキディD・ガーノウY・グリエルJ・アルトゥーベA・ブレグマンC・コレアM・ブラントリーG・スプリンガーK・タッカーA・ディアス |
| 6                  | 右                 | M・マーゴット      | 右                 | R・ヤーブローM・ペレスY・ディアスB・ロウJ・ウェンドルW・アダメスR・アロサレーナK・キアマイアーM・マーゴットA・メドウズ | 6                        | 右                       | K・タッカー              | 左                       | J・ウルキディD・ガーノウY・グリエルJ・アルトゥーベA・ブレグマンC・コレアM・ブラントリーG・スプリンガーK・タッカーA・ディアス |
| 7                  | 中                 | K・キアマイアー    | 左                 | R・ヤーブローM・ペレスY・ディアスB・ロウJ・ウェンドルW・アダメスR・アロサレーナK・キアマイアーM・マーゴットA・メドウズ | 7                        | 一                       | Y・グリエル              | 右                       | J・ウルキディD・ガーノウY・グリエルJ・アルトゥーベA・ブレグマンC・コレアM・ブラントリーG・スプリンガーK・タッカーA・ディアス |
| 8                  | 遊                 | W・アダメス        | 右                 | R・ヤーブローM・ペレスY・ディアスB・ロウJ・ウェンドルW・アダメスR・アロサレーナK・キアマイアーM・マーゴットA・メドウズ | 8                        | DH                       | A・ディアス              | 右                       | J・ウルキディD・ガーノウY・グリエルJ・アルトゥーベA・ブレグマンC・コレアM・ブラントリーG・スプリンガーK・タッカーA・ディアス |
| 9                  | 捕                 | M・ペレス          | 左                 | R・ヤーブローM・ペレスY・ディアスB・ロウJ・ウェンドルW・アダメスR・アロサレーナK・キアマイアーM・マーゴットA・メドウズ | 9                        | 捕                       | D・ガーノウ              | 右                       | J・ウルキディD・ガーノウY・グリエルJ・アルトゥーベA・ブレグマンC・コレアM・ブラントリーG・スプリンガーK・タッカーA・ディアス |
| 先発投手           | 先発投手           | 先発投手           | 投球               | R・ヤーブローM・ペレスY・ディアスB・ロウJ・ウェンドルW・アダメスR・アロサレーナK・キアマイアーM・マーゴットA・メドウズ | 先発投手                 | 先発投手                 | 先発投手                 | 投球                     | J・ウルキディD・ガーノウY・グリエルJ・アルトゥーベA・ブレグマンC・コレアM・ブラントリーG・スプリンガーK・タッカーA・ディアス |
| R・ヤーブロー      | R・ヤーブロー      | R・ヤーブロー      | 左                 | R・ヤーブローM・ペレスY・ディアスB・ロウJ・ウェンドルW・アダメスR・アロサレーナK・キアマイアーM・マーゴットA・メドウズ | J・ウルキディ            | J・ウルキディ            | J・ウルキディ            | 右                       | J・ウルキディD・ガーノウY・グリエルJ・アルトゥーベA・ブレグマンC・コレアM・ブラントリーG・スプリンガーK・タッカーA・ディアス |

### 第4戦 10月14日
- ペトコ・パーク（カリフォルニア州サンディエゴ）

|                          | 1 | 2 | 3 | 4 | 5 | 6 | 7 | 8 | 9 | R | H | E |
| ------------------------ | - | - | - | - | - | - | - | - | - | - | - | - |
| タンパベイ・レイズ       | 0 | 0 | 0 | 2 | 0 | 0 | 0 | 0 | 1 | 3 | 7 | 0 |
| ヒューストン・アストロズ | 1 | 0 | 1 | 0 | 2 | 0 | 0 | 0 | X | 4 | 9 | 0 |

1. 勝利：ザック・グレインキー（1勝）
2. セーブ：ライアン・プレスリー（1S）
3. 敗戦：タイラー・グラスノー（1敗）
4. 本塁打
TB：ランディ・アロサレーナ2号2ラン
HOU：ホセ・アルトゥーベ3号ソロ、ジョージ・スプリンガー1号2ラン
5. 審判
［球審］クリス・コンロイ
［塁審］一塁: ティム・ティモンズ、二塁: ランス・バークスデイル、三塁: マニー・ゴンザレス
［外審］左翼: ジョン・タンペーン、右翼: ジェフ・ネルソン
6. 試合開始時刻: 太平洋夏時間（UTC-7）午後5時40分  試合時間: 3時間8分  観客: 0人  気温: 85°F（29.4°C）
詳細: MLB.com Gameday / ESPN.com / Baseball-Reference.com / Fangraphs

| タンパベイ・レイズ | タンパベイ・レイズ | タンパベイ・レイズ | タンパベイ・レイズ | タンパベイ・レイズ                                                                                                 | ヒューストン・アストロズ | ヒューストン・アストロズ | ヒューストン・アストロズ | ヒューストン・アストロズ | ヒューストン・アストロズ |
| ------------------ | ------------------ | ------------------ | ------------------ | --- | ------------------------ | ------------------------ | ------------------------ | ------------------------ | --- |
| 打順               | 守備               | 選手               | 打席               | T・グラスノーM・ズニーノ崔志萬M・ブロッソーJ・ウェンドルW・アダメスR・アロサレーナM・マーゴットA・メドウズ筒香嘉智 | 打順                     | 守備                     | 選手                     | 打席                     | Z・グレインキーM・マルドナードY・グリエルJ・アルトゥーベA・ブレグマンC・コレアM・ブラントリーG・スプリンガーK・タッカーJ・レディック |
| 1                  | 中                 | M・マーゴット      | 右                 | T・グラスノーM・ズニーノ崔志萬M・ブロッソーJ・ウェンドルW・アダメスR・アロサレーナM・マーゴットA・メドウズ筒香嘉智 | 1                        | 中                       | G・スプリンガー          | 右                       | Z・グレインキーM・マルドナードY・グリエルJ・アルトゥーベA・ブレグマンC・コレアM・ブラントリーG・スプリンガーK・タッカーJ・レディック |
| 2                  | 右                 | A・メドウズ        | 左                 | T・グラスノーM・ズニーノ崔志萬M・ブロッソーJ・ウェンドルW・アダメスR・アロサレーナM・マーゴットA・メドウズ筒香嘉智 | 2                        | 左                       | M・ブラントリー          | 左                       | Z・グレインキーM・マルドナードY・グリエルJ・アルトゥーベA・ブレグマンC・コレアM・ブラントリーG・スプリンガーK・タッカーJ・レディック |
| 3                  | 左                 | R・アロサレーナ    | 右                 | T・グラスノーM・ズニーノ崔志萬M・ブロッソーJ・ウェンドルW・アダメスR・アロサレーナM・マーゴットA・メドウズ筒香嘉智 | 3                        | 二                       | J・アルトゥーベ          | 右                       | Z・グレインキーM・マルドナードY・グリエルJ・アルトゥーベA・ブレグマンC・コレアM・ブラントリーG・スプリンガーK・タッカーJ・レディック |
| 4                  | 一                 | 崔志萬             | 左                 | T・グラスノーM・ズニーノ崔志萬M・ブロッソーJ・ウェンドルW・アダメスR・アロサレーナM・マーゴットA・メドウズ筒香嘉智 | 4                        | 三                       | A・ブレグマン            | 右                       | Z・グレインキーM・マルドナードY・グリエルJ・アルトゥーベA・ブレグマンC・コレアM・ブラントリーG・スプリンガーK・タッカーJ・レディック |
| 5                  | 二                 | M・ブロッソー      | 右                 | T・グラスノーM・ズニーノ崔志萬M・ブロッソーJ・ウェンドルW・アダメスR・アロサレーナM・マーゴットA・メドウズ筒香嘉智 | 5                        | 遊                       | C・コレア                | 右                       | Z・グレインキーM・マルドナードY・グリエルJ・アルトゥーベA・ブレグマンC・コレアM・ブラントリーG・スプリンガーK・タッカーJ・レディック |
| 6                  | 三                 | J・ウェンドル      | 左                 | T・グラスノーM・ズニーノ崔志萬M・ブロッソーJ・ウェンドルW・アダメスR・アロサレーナM・マーゴットA・メドウズ筒香嘉智 | 6                        | 右                       | K・タッカー              | 左                       | Z・グレインキーM・マルドナードY・グリエルJ・アルトゥーベA・ブレグマンC・コレアM・ブラントリーG・スプリンガーK・タッカーJ・レディック |
| 7                  | 遊                 | W・アダメス        | 右                 | T・グラスノーM・ズニーノ崔志萬M・ブロッソーJ・ウェンドルW・アダメスR・アロサレーナM・マーゴットA・メドウズ筒香嘉智 | 7                        | 一                       | Y・グリエル              | 右                       | Z・グレインキーM・マルドナードY・グリエルJ・アルトゥーベA・ブレグマンC・コレアM・ブラントリーG・スプリンガーK・タッカーJ・レディック |
| 8                  | DH                 | 筒香嘉智           | 左                 | T・グラスノーM・ズニーノ崔志萬M・ブロッソーJ・ウェンドルW・アダメスR・アロサレーナM・マーゴットA・メドウズ筒香嘉智 | 8                        | DH                       | J・レディック            | 左                       | Z・グレインキーM・マルドナードY・グリエルJ・アルトゥーベA・ブレグマンC・コレアM・ブラントリーG・スプリンガーK・タッカーJ・レディック |
| 9                  | 捕                 | M・ズニーノ        | 右                 | T・グラスノーM・ズニーノ崔志萬M・ブロッソーJ・ウェンドルW・アダメスR・アロサレーナM・マーゴットA・メドウズ筒香嘉智 | 9                        | 捕                       | M・マルドナード          | 右                       | Z・グレインキーM・マルドナードY・グリエルJ・アルトゥーベA・ブレグマンC・コレアM・ブラントリーG・スプリンガーK・タッカーJ・レディック |
| 先発投手           | 先発投手           | 先発投手           | 投球               | T・グラスノーM・ズニーノ崔志萬M・ブロッソーJ・ウェンドルW・アダメスR・アロサレーナM・マーゴットA・メドウズ筒香嘉智 | 先発投手                 | 先発投手                 | 先発投手                 | 投球                     | Z・グレインキーM・マルドナードY・グリエルJ・アルトゥーベA・ブレグマンC・コレアM・ブラントリーG・スプリンガーK・タッカーJ・レディック |
| T・グラスノー      | T・グラスノー      | T・グラスノー      | 右                 | T・グラスノーM・ズニーノ崔志萬M・ブロッソーJ・ウェンドルW・アダメスR・アロサレーナM・マーゴットA・メドウズ筒香嘉智 | Z・グレインキー          | Z・グレインキー          | Z・グレインキー          | 右                       | Z・グレインキーM・マルドナードY・グリエルJ・アルトゥーベA・ブレグマンC・コレアM・ブラントリーG・スプリンガーK・タッカーJ・レディック |

### 第5戦 10月15日
- ペトコ・パーク（カリフォルニア州サンディエゴ）

|                          | 1 | 2 | 3 | 4 | 5 | 6 | 7 | 8 | 9  | R | H | E |
| ------------------------ | - | - | - | - | - | - | - | - | -- | - | - | - |
| タンパベイ・レイズ       | 0 | 0 | 1 | 0 | 1 | 0 | 0 | 1 | 0  | 3 | 7 | 1 |
| ヒューストン・アストロズ | 1 | 0 | 2 | 0 | 0 | 0 | 0 | 0 | 1x | 4 | 6 | 0 |

1. 勝利：ライアン・プレスリー（1勝1S）
2. 敗戦：ニック・アンダーソン（1敗1S）
3. 本塁打
TB：ブランドン・ロウ1号ソロ、ランディ・アロサレーナ3号ソロ、崔志萬1号ソロ
HOU：ジョージ・スプリンガー2号ソロ、カルロス・コレア2号ソロ
4. 審判
［球審］テッド・バレット
［塁審］一塁: ランス・バークスデイル、二塁: マニー・ゴンザレス、三塁: ジョン・タンペーン
［外審］左翼: ジェフ・ネルソン、右翼: クリス・コンロイ
5. 試合開始時刻: 太平洋夏時間（UTC-7）午後2時7分  試合時間: 3時間36分  観客: 0人  気温: 82°F（27.8°C）
詳細: MLB.com Gameday / ESPN.com / Baseball-Reference.com / Fangraphs

| タンパベイ・レイズ | タンパベイ・レイズ | タンパベイ・レイズ | タンパベイ・レイズ | タンパベイ・レイズ                                                                                              | ヒューストン・アストロズ | ヒューストン・アストロズ | ヒューストン・アストロズ | ヒューストン・アストロズ | ヒューストン・アストロズ |
| ------------------ | ------------------ | ------------------ | ------------------ | --- | ------------------------ | ------------------------ | ------------------------ | ------------------------ | --- |
| 打順               | 守備               | 選手               | 打席               | J・カーティスM・ズニーノ崔志萬B・ロウJ・ウェンドルW・アダメスR・アロサレーナM・マーゴットA・メドウズY・ディアス | 打順                     | 守備                     | 選手                     | 打席                     | L・ガルシアM・マルドナードY・グリエルJ・アルトゥーベA・ブレグマンC・コレアK・タッカーG・スプリンガーJ・レディックM・ブラントリー |
| 1                  | 二                 | B・ロウ            | 左                 | J・カーティスM・ズニーノ崔志萬B・ロウJ・ウェンドルW・アダメスR・アロサレーナM・マーゴットA・メドウズY・ディアス | 1                        | 中                       | G・スプリンガー          | 右                       | L・ガルシアM・マルドナードY・グリエルJ・アルトゥーベA・ブレグマンC・コレアK・タッカーG・スプリンガーJ・レディックM・ブラントリー |
| 2                  | 左                 | R・アロサレーナ    | 右                 | J・カーティスM・ズニーノ崔志萬B・ロウJ・ウェンドルW・アダメスR・アロサレーナM・マーゴットA・メドウズY・ディアス | 2                        | DH                       | M・ブラントリー          | 左                       | L・ガルシアM・マルドナードY・グリエルJ・アルトゥーベA・ブレグマンC・コレアK・タッカーG・スプリンガーJ・レディックM・ブラントリー |
| 3                  | 右                 | A・メドウズ        | 左                 | J・カーティスM・ズニーノ崔志萬B・ロウJ・ウェンドルW・アダメスR・アロサレーナM・マーゴットA・メドウズY・ディアス | 3                        | 二                       | J・アルトゥーベ          | 右                       | L・ガルシアM・マルドナードY・グリエルJ・アルトゥーベA・ブレグマンC・コレアK・タッカーG・スプリンガーJ・レディックM・ブラントリー |
| 4                  | DH                 | Y・ディアス        | 右                 | J・カーティスM・ズニーノ崔志萬B・ロウJ・ウェンドルW・アダメスR・アロサレーナM・マーゴットA・メドウズY・ディアス | 4                        | 三                       | A・ブレグマン            | 右                       | L・ガルシアM・マルドナードY・グリエルJ・アルトゥーベA・ブレグマンC・コレアK・タッカーG・スプリンガーJ・レディックM・ブラントリー |
| 5                  | 一                 | 崔志萬             | 左                 | J・カーティスM・ズニーノ崔志萬B・ロウJ・ウェンドルW・アダメスR・アロサレーナM・マーゴットA・メドウズY・ディアス | 5                        | 遊                       | C・コレア                | 右                       | L・ガルシアM・マルドナードY・グリエルJ・アルトゥーベA・ブレグマンC・コレアK・タッカーG・スプリンガーJ・レディックM・ブラントリー |
| 6                  | 中                 | M・マーゴット      | 右                 | J・カーティスM・ズニーノ崔志萬B・ロウJ・ウェンドルW・アダメスR・アロサレーナM・マーゴットA・メドウズY・ディアス | 6                        | 左                       | K・タッカー              | 左                       | L・ガルシアM・マルドナードY・グリエルJ・アルトゥーベA・ブレグマンC・コレアK・タッカーG・スプリンガーJ・レディックM・ブラントリー |
| 7                  | 三                 | J・ウェンドル      | 左                 | J・カーティスM・ズニーノ崔志萬B・ロウJ・ウェンドルW・アダメスR・アロサレーナM・マーゴットA・メドウズY・ディアス | 7                        | 一                       | Y・グリエル              | 右                       | L・ガルシアM・マルドナードY・グリエルJ・アルトゥーベA・ブレグマンC・コレアK・タッカーG・スプリンガーJ・レディックM・ブラントリー |
| 8                  | 遊                 | W・アダメス        | 右                 | J・カーティスM・ズニーノ崔志萬B・ロウJ・ウェンドルW・アダメスR・アロサレーナM・マーゴットA・メドウズY・ディアス | 8                        | 右                       | J・レディック            | 左                       | L・ガルシアM・マルドナードY・グリエルJ・アルトゥーベA・ブレグマンC・コレアK・タッカーG・スプリンガーJ・レディックM・ブラントリー |
| 9                  | 捕                 | M・ズニーノ        | 右                 | J・カーティスM・ズニーノ崔志萬B・ロウJ・ウェンドルW・アダメスR・アロサレーナM・マーゴットA・メドウズY・ディアス | 9                        | 捕                       | M・マルドナード          | 右                       | L・ガルシアM・マルドナードY・グリエルJ・アルトゥーベA・ブレグマンC・コレアK・タッカーG・スプリンガーJ・レディックM・ブラントリー |
| 先発投手           | 先発投手           | 先発投手           | 投球               | J・カーティスM・ズニーノ崔志萬B・ロウJ・ウェンドルW・アダメスR・アロサレーナM・マーゴットA・メドウズY・ディアス | 先発投手                 | 先発投手                 | 先発投手                 | 投球                     | L・ガルシアM・マルドナードY・グリエルJ・アルトゥーベA・ブレグマンC・コレアK・タッカーG・スプリンガーJ・レディックM・ブラントリー |
| J・カーティス      | J・カーティス      | J・カーティス      | 右                 | J・カーティスM・ズニーノ崔志萬B・ロウJ・ウェンドルW・アダメスR・アロサレーナM・マーゴットA・メドウズY・ディアス | L・ガルシア              | L・ガルシア              | L・ガルシア              | 右                       | L・ガルシアM・マルドナードY・グリエルJ・アルトゥーベA・ブレグマンC・コレアK・タッカーG・スプリンガーJ・レディックM・ブラントリー |

### 第6戦 10月16日
- ペトコ・パーク（カリフォルニア州サンディエゴ）

|                          | 1 | 2 | 3 | 4 | 5 | 6 | 7 | 8 | 9 | R | H  | E |
| ------------------------ | - | - | - | - | - | - | - | - | - | - | -- | - |
| ヒューストン・アストロズ | 0 | 0 | 0 | 0 | 4 | 1 | 2 | 0 | 0 | 7 | 11 | 0 |
| タンパベイ・レイズ       | 0 | 1 | 0 | 0 | 0 | 0 | 1 | 2 | 0 | 4 | 6  | 0 |

1. 勝利：フランバー・バルデス（1勝1敗）
2. セーブ：ライアン・プレスリー（1勝2S）
3. 敗戦：ブレイク・スネル（1勝1敗）
4. 本塁打
HOU：カイル・タッカー1号ソロ
TB：マニュエル・マーゴット2号ソロ・3号2ラン
5. 審判
［球審］ティム・ティモンズ
［塁審］一塁: マニー・ゴンザレス、二塁: ジョン・タンペーン、三塁: ジェフ・ネルソン
［外審］左翼: クリス・コンロイ、右翼: テッド・バレット
6. 試合開始時刻: 太平洋夏時間（UTC-7）午後3時7分  試合時間: 4時間1分  観客: 0人  気温: 79°F（26.1°C）
詳細: MLB.com Gameday / ESPN.com / Baseball-Reference.com / Fangraphs

| ヒューストン・アストロズ | ヒューストン・アストロズ | ヒューストン・アストロズ | ヒューストン・アストロズ | ヒューストン・アストロズ | タンパベイ・レイズ | タンパベイ・レイズ | タンパベイ・レイズ | タンパベイ・レイズ | タンパベイ・レイズ                                                                                                   |
| ------------------------ | ------------------------ | ------------------------ | ------------------------ | --- | ------------------ | ------------------ | ------------------ | ------------------ | --- |
| 打順                     | 守備                     | 選手                     | 打席                     | F・バルデスM・マルドナードY・グリエルJ・アルトゥーベA・ブレグマンC・コレアA・ディアスG・スプリンガーK・タッカーM・ブラントリー | 打順               | 守備               | 選手               | 打席               | B・スネルM・ズニーノY・ディアスM・ブロッソーJ・ウェンドルW・アダメスB・ロウM・マーゴットH・レンフローR・アロサレーナ |
| 1                        | 中                       | G・スプリンガー          | 右                       | F・バルデスM・マルドナードY・グリエルJ・アルトゥーベA・ブレグマンC・コレアA・ディアスG・スプリンガーK・タッカーM・ブラントリー | 1                  | 二                 | M・ブロッソー      | 右                 | B・スネルM・ズニーノY・ディアスM・ブロッソーJ・ウェンドルW・アダメスB・ロウM・マーゴットH・レンフローR・アロサレーナ |
| 2                        | 二                       | J・アルトゥーベ          | 右                       | F・バルデスM・マルドナードY・グリエルJ・アルトゥーベA・ブレグマンC・コレアA・ディアスG・スプリンガーK・タッカーM・ブラントリー | 2                  | DH                 | R・アロサレーナ    | 右                 | B・スネルM・ズニーノY・ディアスM・ブロッソーJ・ウェンドルW・アダメスB・ロウM・マーゴットH・レンフローR・アロサレーナ |
| 3                        | DH                       | M・ブラントリー          | 左                       | F・バルデスM・マルドナードY・グリエルJ・アルトゥーベA・ブレグマンC・コレアA・ディアスG・スプリンガーK・タッカーM・ブラントリー | 3                  | 右                 | H・レンフロー      | 右                 | B・スネルM・ズニーノY・ディアスM・ブロッソーJ・ウェンドルW・アダメスB・ロウM・マーゴットH・レンフローR・アロサレーナ |
| 4                        | 遊                       | C・コレア                | 右                       | F・バルデスM・マルドナードY・グリエルJ・アルトゥーベA・ブレグマンC・コレアA・ディアスG・スプリンガーK・タッカーM・ブラントリー | 4                  | 一                 | Y・ディアス        | 右                 | B・スネルM・ズニーノY・ディアスM・ブロッソーJ・ウェンドルW・アダメスB・ロウM・マーゴットH・レンフローR・アロサレーナ |
| 5                        | 三                       | A・ブレグマン            | 右                       | F・バルデスM・マルドナードY・グリエルJ・アルトゥーベA・ブレグマンC・コレアA・ディアスG・スプリンガーK・タッカーM・ブラントリー | 5                  | 左                 | B・ロウ            | 左                 | B・スネルM・ズニーノY・ディアスM・ブロッソーJ・ウェンドルW・アダメスB・ロウM・マーゴットH・レンフローR・アロサレーナ |
| 6                        | 右                       | K・タッカー              | 左                       | F・バルデスM・マルドナードY・グリエルJ・アルトゥーベA・ブレグマンC・コレアA・ディアスG・スプリンガーK・タッカーM・ブラントリー | 6                  | 中                 | M・マーゴット      | 右                 | B・スネルM・ズニーノY・ディアスM・ブロッソーJ・ウェンドルW・アダメスB・ロウM・マーゴットH・レンフローR・アロサレーナ |
| 7                        | 一                       | Y・グリエル              | 右                       | F・バルデスM・マルドナードY・グリエルJ・アルトゥーベA・ブレグマンC・コレアA・ディアスG・スプリンガーK・タッカーM・ブラントリー | 7                  | 遊                 | W・アダメス        | 右                 | B・スネルM・ズニーノY・ディアスM・ブロッソーJ・ウェンドルW・アダメスB・ロウM・マーゴットH・レンフローR・アロサレーナ |
| 8                        | 左                       | A・ディアス              | 右                       | F・バルデスM・マルドナードY・グリエルJ・アルトゥーベA・ブレグマンC・コレアA・ディアスG・スプリンガーK・タッカーM・ブラントリー | 8                  | 三                 | J・ウェンドル      | 左                 | B・スネルM・ズニーノY・ディアスM・ブロッソーJ・ウェンドルW・アダメスB・ロウM・マーゴットH・レンフローR・アロサレーナ |
| 9                        | 捕                       | M・マルドナード          | 右                       | F・バルデスM・マルドナードY・グリエルJ・アルトゥーベA・ブレグマンC・コレアA・ディアスG・スプリンガーK・タッカーM・ブラントリー | 9                  | 捕                 | M・ズニーノ        | 右                 | B・スネルM・ズニーノY・ディアスM・ブロッソーJ・ウェンドルW・アダメスB・ロウM・マーゴットH・レンフローR・アロサレーナ |
| 先発投手                 | 先発投手                 | 先発投手                 | 投球                     | F・バルデスM・マルドナードY・グリエルJ・アルトゥーベA・ブレグマンC・コレアA・ディアスG・スプリンガーK・タッカーM・ブラントリー | 先発投手           | 先発投手           | 先発投手           | 投球               | B・スネルM・ズニーノY・ディアスM・ブロッソーJ・ウェンドルW・アダメスB・ロウM・マーゴットH・レンフローR・アロサレーナ |
| F・バルデス              | F・バルデス              | F・バルデス              | 左                       | F・バルデスM・マルドナードY・グリエルJ・アルトゥーベA・ブレグマンC・コレアA・ディアスG・スプリンガーK・タッカーM・ブラントリー | B・スネル          | B・スネル          | B・スネル          | 左                 | B・スネルM・ズニーノY・ディアスM・ブロッソーJ・ウェンドルW・アダメスB・ロウM・マーゴットH・レンフローR・アロサレーナ |

### 第7戦 10月17日
- ペトコ・パーク（カリフォルニア州サンディエゴ）

|                          | 1 | 2 | 3 | 4 | 5 | 6 | 7 | 8 | 9 | R | H | E |
| ------------------------ | - | - | - | - | - | - | - | - | - | - | - | - |
| ヒューストン・アストロズ | 0 | 0 | 0 | 0 | 0 | 0 | 0 | 2 | 0 | 2 | 7 | 0 |
| タンパベイ・レイズ       | 2 | 1 | 0 | 0 | 0 | 1 | 0 | 0 | X | 4 | 6 | 0 |

1. 勝利：チャーリー・モートン（2勝）
2. セーブ：ピート・フェアバンクス（1S）
3. 敗戦：ランス・マッカラーズ・ジュニア（2敗）
4. 本塁打
TB：ランディ・アロサレーナ4号2ラン、マイク・ズニーノ2号ソロ
5. 審判
［球審］ランス・バークスデイル
［塁審］一塁: ジョン・タンペーン、二塁: ジェフ・ネルソン、三塁: クリス・コンロイ
［外審］左翼: テッド・バレット、右翼: ティム・ティモンズ
6. 試合開始時刻: 太平洋夏時間（UTC-7）午後5時37分  試合時間: 3時間14分  観客: 0人  気温: 73°F（22.8°C）
詳細: MLB.com Gameday / ESPN.com / Baseball-Reference.com / Fangraphs

| ヒューストン・アストロズ | ヒューストン・アストロズ | ヒューストン・アストロズ | ヒューストン・アストロズ | ヒューストン・アストロズ | タンパベイ・レイズ | タンパベイ・レイズ | タンパベイ・レイズ | タンパベイ・レイズ | タンパベイ・レイズ                                                                                                |
| ------------------------ | ------------------------ | ------------------------ | ------------------------ | --- | ------------------ | ------------------ | ------------------ | ------------------ | --- |
| 打順                     | 守備                     | 選手                     | 打席                     | L・マッカラーズJr.M・マルドナードY・グリエルJ・アルトゥーベA・ブレグマンC・コレアK・タッカーG・スプリンガーJ・レディックM・ブラントリー | 打順               | 守備               | 選手               | 打席               | C・モートンM・ズニーノ崔志萬B・ロウJ・ウェンドルW・アダメスR・アロサレーナK・キアマイアーM・マーゴットA・メドウズ |
| 1                        | 中                       | G・スプリンガー          | 右                       | L・マッカラーズJr.M・マルドナードY・グリエルJ・アルトゥーベA・ブレグマンC・コレアK・タッカーG・スプリンガーJ・レディックM・ブラントリー | 1                  | 右                 | M・マーゴット      | 右                 | C・モートンM・ズニーノ崔志萬B・ロウJ・ウェンドルW・アダメスR・アロサレーナK・キアマイアーM・マーゴットA・メドウズ |
| 2                        | 二                       | J・アルトゥーベ          | 右                       | L・マッカラーズJr.M・マルドナードY・グリエルJ・アルトゥーベA・ブレグマンC・コレアK・タッカーG・スプリンガーJ・レディックM・ブラントリー | 2                  | 二                 | B・ロウ            | 左                 | C・モートンM・ズニーノ崔志萬B・ロウJ・ウェンドルW・アダメスR・アロサレーナK・キアマイアーM・マーゴットA・メドウズ |
| 3                        | DH                       | M・ブラントリー          | 左                       | L・マッカラーズJr.M・マルドナードY・グリエルJ・アルトゥーベA・ブレグマンC・コレアK・タッカーG・スプリンガーJ・レディックM・ブラントリー | 3                  | 左                 | R・アロサレーナ    | 右                 | C・モートンM・ズニーノ崔志萬B・ロウJ・ウェンドルW・アダメスR・アロサレーナK・キアマイアーM・マーゴットA・メドウズ |
| 4                        | 遊                       | C・コレア                | 右                       | L・マッカラーズJr.M・マルドナードY・グリエルJ・アルトゥーベA・ブレグマンC・コレアK・タッカーG・スプリンガーJ・レディックM・ブラントリー | 4                  | DH                 | A・メドウズ        | 左                 | C・モートンM・ズニーノ崔志萬B・ロウJ・ウェンドルW・アダメスR・アロサレーナK・キアマイアーM・マーゴットA・メドウズ |
| 5                        | 三                       | A・ブレグマン            | 右                       | L・マッカラーズJr.M・マルドナードY・グリエルJ・アルトゥーベA・ブレグマンC・コレアK・タッカーG・スプリンガーJ・レディックM・ブラントリー | 5                  | 一                 | 崔志萬             | 左                 | C・モートンM・ズニーノ崔志萬B・ロウJ・ウェンドルW・アダメスR・アロサレーナK・キアマイアーM・マーゴットA・メドウズ |
| 6                        | 左                       | K・タッカー              | 左                       | L・マッカラーズJr.M・マルドナードY・グリエルJ・アルトゥーベA・ブレグマンC・コレアK・タッカーG・スプリンガーJ・レディックM・ブラントリー | 6                  | 遊                 | W・アダメス        | 右                 | C・モートンM・ズニーノ崔志萬B・ロウJ・ウェンドルW・アダメスR・アロサレーナK・キアマイアーM・マーゴットA・メドウズ |
| 7                        | 一                       | Y・グリエル              | 右                       | L・マッカラーズJr.M・マルドナードY・グリエルJ・アルトゥーベA・ブレグマンC・コレアK・タッカーG・スプリンガーJ・レディックM・ブラントリー | 7                  | 三                 | J・ウェンドル      | 左                 | C・モートンM・ズニーノ崔志萬B・ロウJ・ウェンドルW・アダメスR・アロサレーナK・キアマイアーM・マーゴットA・メドウズ |
| 8                        | 右                       | J・レディック            | 左                       | L・マッカラーズJr.M・マルドナードY・グリエルJ・アルトゥーベA・ブレグマンC・コレアK・タッカーG・スプリンガーJ・レディックM・ブラントリー | 8                  | 捕                 | M・ズニーノ        | 右                 | C・モートンM・ズニーノ崔志萬B・ロウJ・ウェンドルW・アダメスR・アロサレーナK・キアマイアーM・マーゴットA・メドウズ |
| 9                        | 捕                       | M・マルドナード          | 右                       | L・マッカラーズJr.M・マルドナードY・グリエルJ・アルトゥーベA・ブレグマンC・コレアK・タッカーG・スプリンガーJ・レディックM・ブラントリー | 9                  | 中                 | K・キアマイアー    | 左                 | C・モートンM・ズニーノ崔志萬B・ロウJ・ウェンドルW・アダメスR・アロサレーナK・キアマイアーM・マーゴットA・メドウズ |
| 先発投手                 | 先発投手                 | 先発投手                 | 投球                     | L・マッカラーズJr.M・マルドナードY・グリエルJ・アルトゥーベA・ブレグマンC・コレアK・タッカーG・スプリンガーJ・レディックM・ブラントリー | 先発投手           | 先発投手           | 先発投手           | 投球               | C・モートンM・ズニーノ崔志萬B・ロウJ・ウェンドルW・アダメスR・アロサレーナK・キアマイアーM・マーゴットA・メドウズ |
| L・マッカラーズJr.       | L・マッカラーズJr.       | L・マッカラーズJr.       | 右                       | L・マッカラーズJr.M・マルドナードY・グリエルJ・アルトゥーベA・ブレグマンC・コレアK・タッカーG・スプリンガーJ・レディックM・ブラントリー | C・モートン        | C・モートン        | C・モートン        | 右                 | C・モートンM・ズニーノ崔志萬B・ロウJ・ウェンドルW・アダメスR・アロサレーナK・キアマイアーM・マーゴットA・メドウズ |